# Керкід
Керкід (дав.-гр. Κερκιδᾶς, близько 290 до н. е. — бл. 220 до н. е.) — давньогрецький політик, філософ-кіник, поет часів еллінізму.

## Життєпис
Походив з заможної родини. Народився у м. Мегалополь (Аркадія, Пелоппонеський півострів). Здобув класичну освіту. Стає прихильником філософа-кіника Діогена. Про молоді роки мало відомо. З початком формування Ахейського союзу на чолі з Аратом підтримав цю ідею. Стає одним з найближчих друзів Арата Сікіонського. У 235 році до н. е. був одним з тих, хто переконав Лідіада, тирана Мегалополя, зректися влади та приєднати місто до союзу. Надалі Керкід став одним з законодавців Ахейського союзу.
у 226 році до н. е. брав участь у відродженні рідного міста, що було зруйновано військами спартанського царя Клеомена III. У 223 році до н. е. стає одним з очільників посольства до Антигона II Гоната, царя Македонії, щодо укладання союзу проти Спарти. У 222 році до н. е. очолював ахейських гоплітів у битві при Селласії, де спартанці зазнали нищівної поразки. Через декілька років після цієї перемоги Керкід помер.

## Творчість
Керкід зазнавав сильного впливу Кратета і Біона, що проявилося переважно у поетичних творах. Відомо про меліямби Керкіда. Їх основна тема — проблема багатства, прагнення до справедливого поділу матеріальних благ і людської солідарності. Поезія Керкіда вельми різнорідна метрично, оповідає з пафосом про побутові справи, сповнена гумору. Автор використовував урочисті форми для опису повсякденних справ, поряд з ретельно вибудованими зворотами присутня навмисна недбалість, поруч з вишуканими метафорами — вульгаризми.
Характерною рисою мови меліямбів є створювані автором складні слова. Ця поетична форма, за змістом наближена до діатриба, вважається оригінальним винаходом Керкіда. Його поезією жваво цікавилися александрійські філологи, знайшла вона визнання і в період Римської імперії. Григорій Богослов називає Керкіда своїм улюбленим поетом.